# Дюро де Ла Маль, Жан Батист
Жан Батист Дюро де Ла Маль (фр. Jean-Baptiste Dureau de La Malle; 27 ноября 1742 , Гаити — 19 сентября 1807, Мов-сюр-Юин, Нижняя Нормандия) — французский переводчик, прозаик, политический и общественный деятель, член Французской академии (кресло № 13 с 1804 по 1807).

## Биография
Сын капитана королевской кавалерии.
Образование получил в Париже. Обладая значительным состоянием, полностью посвятил себя литературному творчеству, хозяин литературного салона, сделал свой дом местом встречи самых выдающихся писателей Франции.
Занимался переводами Тацита, Саллуста, Сенеки.
В 1802 году был избран депутатом Законодательного корпуса . Председательствовал на его собраниях.
3 октября 1804 года был избран членом Французской академии (кресло № 13) вместо кардинала Жана-де-Дье-Раймона де Буажелена де Кюсе.
Кроме того был членом Академии надписей и изящной словесности.